# Кокино (Московская область)
Ко́кино — село в Каширском городском округе Московской области России.

## Население
| 2002 | 2010 |
| ---- | ---- |
| 920  | ↗936 |

## История
Первые упоминания села Кокино относятся к 1578 году. Располагалось оно в семи верстах от Каширы. Свое название получило от фамилии помещика Кокина. В те годы стояла здесь деревянная церковь Николы Чудотворца, а владельцем села был помещик Лихарев.
В 1794 году новый владелец села премьер-майор Яков Михайлович Маслов вместо деревянного Никольского храма построил новый каменный в стиле классицизма, но уже во имя Святого Богоявления с приделом в честь святой мученицы Параскевы.
До 2015 года село входило в упразднённое сельское поселение Базаровское.

## Образование
- Кокинская средняя общеобразовательная школа (основана в 1985 г.).[5]
- Детский сад.